# حدسية بوانكاريه

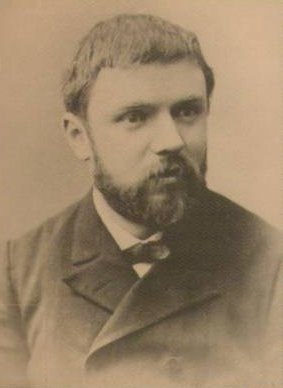

في الرياضيات، حدسية بوانكاريه هي مبرهنة بقيت حدسية لأكثر من مائة عام حتى برهن عليها عالم الرياضيات الروسي غريغوري بيرلمان.
خاصة بالطوبولوجيا, تعتبر أحد أشهر المسائل الرياضية التي استمرت غامضة لمدة قاربت القرن دون برهنة على صحتها، حتى أعلنت دورية العلوم Science في عددها بتاريخ 22-12-2006  أن هذه المسألة تم حلها نهائياً على يد الرياضي الروسي غريغوري بيرلمان المعروف أيضاً بلقب كريشا بيريلمان.
تم صياغة الحدسية لأول مرة سنة 1904 من طرف العالم الفرنسي هنري بوانكاريه كما يلي:
«كل تنوّع هندسي في أبعاد مغلقة بدون ثغرات يمكن تحويله إلى شكل كروي» (أيّ ان كرة الركبي Rugby يمكن تحويلها إلى كرة قدم). وبمعنى أوضح ان الشكل الهندسي الكروي ذا أبعاد ثلاثة هو الوحيد هندسياً الذي لا يتضمّن ثغرات.
الحدسية تظهر في البعد 3، أما الأبعاد الأخرى فقد تم البرهنة على صحتها:
- البعد 4 بواسطة مايكل فريدمان سنة 1982،
- البعد 5 بواسطة زيمان سنة 1961
- البعد 6 بواسطة ستالينغ سنة 1962
- البعد من 7 بواسطة ستيفن سمال سنة 1961

## مصطلحات مرتبطة
الكرةجسم مكون في الفضاء، له مركز وعدد لا نهائي من الأشعة.
الدائرةجسم مكون في المستوى، له مركز وشعاع.
كل دائرة مرسومة على كرة، يمكنها:
1. أن تتقلص مع بقائها مرسومة على الكرة لتصبح نقطة.
2. كل كائن يمكنه أن يتقلص إلى نقطة مع بقائه متصلا بالكرة، يقال أنه مرتبط عاديا.
3. الدائرة المرسومة على عجلة، لا يمكنها التقلص إلى نقطة، مع بقائها متصلة بالعجلة.

مساحة مغلقة بدون ثقبكل ما يشبه القرص، ويمكنه التقلص إلى نقطة هو مساحة مغلقة بدون ثقب.

## الوصف الرسمي
في سنة 2000 وبمناسبة السنة العالمية للرياضيات، وضع معهد كلاي للرياضيات قائمة بسبع حدسيات رياضية مهمة، ووعدت بمنح جائزة مالية قدرها مليون دولارا، لكل من يثبت صحة أو خطأ إحدى هذه الحدسيات، التي يطلق عليها بجوائز الألفية.
والوصف الرسمي لحدسية بوانكاريه هو:
- حدسية بوانكاريه

في سنة 2002 بدأ العالم الروسي غريغوري بيرلمان محاولة لحل المشكلة، حيث يعتبر حاليا العالم الأكثر قربا من البرهنة على صحة الحدسية:
5 يونيو 2006م:
نشرت مجلة «اسيان اوف ماثمتكس» وهي مجلة متخصصة في الرياضيات ومقرها الولايات المتحدة في عددها الأخير ان عالمين صينيين تمكنا من وضع الخطوات النهائية في حل لغز حير العلماء في أنحاء العالم منذ أكثر من قرن من الزمان.
وذكرت المجلة أن العالمان تشو شي بينغ وتساو هواي دونغ قدما اثباتا كاملا للغز بوانكاريه الذي وضعه عالم الرياضيات الفرنسي هنري بونكاريه عام 1904.
وقال شينغ - تونغ ياو عالم الرياضيات في جامعة هارفارد وأحد رؤساء تحرير اسيان جورنال ان تساو هواي دونغ بجامعة ليغ في بنسلفانيا وتشو شي بينغ بجامعة صون يات صن في مقاطعة قوانجو بجنوب الصين وضعا اللمسات الأخيرة للاثبات الكامل لنظرية بوانكاريه الذي حير علماء الرياضيات في أنحاء العالم. وتعد نظرية بوانكاريه في الرياضيات خاصة بالطبولوجيا وتعتبر أحد أشهر المسائل الرياضية التي لم يتم برهنتها حتى الآن.